# Padre Abad (tỉnh)
Tỉnh Padre Abad (tiếng Tây Ban Nha: Provincia de Padre Abad) là một tỉnh thuộc vùng Ucayali của Peru. Tỉnh Padre Abad có diện tích 8823 km², dân số thời điểm theo điều tra dân số ngày 11 tháng 7 năm 1993 là 35539 người. Tỉnh lỵ đóng ở Aguaytía.